# Musikalsk Grundkursus
Musikalsk Grundkursus (forkortet MGK) er en offentlig musikkonservatorieforberedende uddannelse for 14-25-årige forløbende over tre til fire år, der har som mål at forberede sine elever til musikkonservatoriets optagelsesprøve, eller til aktiv deltagelse i det lokale musikliv. 
På MGK undervises der i hovedfag, bifagsklaver, hørelære, teori, musikkundskab, kammermusik/sammenspil, SSB (Sang, Spil og Bevægelse), kor samt diverse valgfag. Der er typisk ca. 8-10 timers undervisning om ugen, og dertil et stort timeforbrug i forberedelse. Undervisningen foregår primært som eneundervisning eller undervisning på små hold.
MGK er både for klassiske og rytmiske musikinteresserede, hvorfor der er forskel på fagene på klassisk linje og rytmisk linje. F.eks. er undervisning i hørelære og teori adskilt, da der er stor forskel på disse discipliner.
På MGK får man gratis undervisning, da uddannelsen er finansieret af kunstrådet -  dog er det ikke SU-berettiget. 
Man skal bestå en optagelsesprøve for at blive optaget på MGK. Til denne prøve skal man fremføre musikværker, der viser, at man er kvalificeret til at udvikle sig i en grad, der betyder, at man efter tre års undervisning på MGK vil være dygtig nok til at bestå en optagelsesprøve på et konservatorium. Man skal spille et forberedt program af ca. 10 minutters varighed, hvoraf mindst ét nummer skal være sammenspil eller akkompagneret (ansøgere med hovedfaget klaver eller guitar undtaget), samt man til selve eksaminationen får udleveret en såkaldt primavista-opgave, hvilket betyder, at man spiller direkte efter nogle noder uden forberedelse. Derudover bliver man testet i rytmisk og melodisk imitation, og prøven afsluttes med et interview af ansøgeren.
Censorpanelet består bl.a. af en underviser ved et konservatorium.
Det er et krav, at en MGK-studerende deltager i det lokale musikliv.

## Ekstern henvisning
- Musikalsk grundkursus Arkiveret 3. januar 2007 hos  Wayback Machine

| Musik | Spire Denne musikartikel er en spire som bør udbygges. Du er velkommen til at hjælpe Wikipedia ved at udvide den. |